# Helen Taylor
Pour les articles homonymes, voir Taylor.
Helen Taylor (née le 27 juillet 1831 à Londres et morte le 29 janvier 1907 à Torquay) est une féministe britannique, fille d'Harriet Taylor Mill et John Taylor, mais aussi belle-fille de John Stuart Mill.

## Biographie
Helen Taylor est le troisième enfant et la seule fille d'Harriet Taylor Mill et John Taylor, associés dans une entreprise pharmaceutique. Elle ne reçoit pas une éducation conventionnelle, elle se forme plutôt au contact de sa mère qu'elle accompagne partout et de l'ami (puis époux) de celle-ci John Stuart Mill. Elle rêve d'être actrice, mais sa mère et son beau-père le lui refusent longtemps. Finalement, elle est autorisée à monter sur les planches en 1856, à condition d'être en permanence chaperonnée par son frère, de ne pas jouer à Londres de peur qu'elle soit reconnue et donc de porter un nom d'emprunt. C'est donc en tant que « Mrs Trevor » qu'elle fait des tournées dans le Nord de l'Angleterre et en Écosse pendant deux ans, jusqu'à la mort de sa mère. Elle ne remonte plus sur scène ensuite,.
Helen Taylor et son frère Algernon sont témoins lors du remariage de leur mère en 1851 avec John Stuart Mill, ami de la famille Taylor depuis les années 1830. Harriet Taylor quitte le domicile conjugal pour s'installer avec Helen à Walton-on-Thames. Helen accompagne sa mère dans tous ses voyages : de santé fragile, elle cherche des climats chauds et secs. Après le décès de sa mère à Avignon, Helen s'installe avec son beau-père jusqu'à la mort de celui-ci en 1873.
Avec John Stuart Mill, Helen Taylor s'engage activement pour les droits des femmes, particulièrement pour le droit de vote. Elle rédige bien souvent toutes les lettres qu'« il » envoyait à ce sujet. Ils sont d'accord sur le fait qu'il ne fallait pas faire de distinction entre femmes mariées et femmes célibataires en ce qui concerne le droit de vote, un sujet qui divise le mouvement dans les années 1860. Dès 1865, elle est invitée à la Kensington Society, le groupe de discussion féministe créé par Emily Davies et Elizabeth Garrett Anderson qui se réunit à Kensington chez Charlotte Manning. En juin 1866, Mill présente une « Lady's Petition » au parlement britannique. Helen Taylor en a rédigé le texte, avec Barbara Bodichon. Elle est très active dans la campagne pour recueillir les signatures et publie un article dans la Westminster Review pour soutenir la présentation du texte au parlement. Elle participe ensuite activement avec son beau-père à la lutte contre les Contagious Diseases Acts.
Une bonne partie de son travail dans les années 1860 et 1870 est consacré à l'édition des œuvres de Henry Thomas Buckle puis de John Stuart Mill après la mort de ce dernier.
En 1876, elle est élue pour Southwark au London School Board (l'institution, créée par l’Elementary Education Act de 1870, qui s'occupe de l'enseignement élémentaire à Londres, a accordé le droit de vote et de se présenter aux femmes). Réélue en 1879 et 1882, elle démissionne pour des raisons de santé en 1884. Elle lutte pour la gratuité de l'enseignement, la fin des châtiments corporels, la distribution de repas et vêtements gratuits pour les enfants pauvres ou le droit d'utiliser les locaux scolaires hors du temps scolaire. Elle réussit à obtenir le droit pour les parents issus des classes populaires d'être élus dans les conseils d'administration des écoles.
Elle s'engage pour le Home Rule et la réforme agraire en Irlande (elle est vice-présidente de la Land Nationalisation League). Elle lutte aussi contre la chasse à courre. Elle aide au développement de l'enseignement des jeunes femmes, en soutenant financièrement les travaux d'Emily Davies, en payant les études de ses nièces ou en donnant la bibliothèque de son beau-père à l'université d'Oxford, en précisant que les salles devraient être des salles de travail réservées aux étudiantes.
Elle fait partie des fondateurs, en 1881, puis du comité directeur de la Democratic Federation. En 1885, elle se présente aux élections législatives pour une circonscription du nord de Londres. Son programme est très radical : suffrage universel, salaire minimum, coopératives ouvrières, impôt progressif sur le revenu, gratuité de l'enseignement, mise hors la loi de la guerre et indépendance de l'Irlande. Elle ne peut faire valider sa candidature, mais elle mène quand même une campagne qui reçoit un soutien populaire important.
À la fin des années 1880, elle se retire de la vie publique et s'installe jusqu'en 1904 à Avignon dans la propriété qu'elle a héritée de son beau-père. Elle revient en Angleterre et s'installe à Torquay où elle décède et est enterrée.

## Sources
- (en) Philippa Levine, « Taylor, Helen (1831–1907) », Oxford Dictionary of National Biography,‎ 2004 (lire en ligne)
- (en) Ann P. Robson, « Mill, Harriet (1807–1858) », Oxford Dictionary of National Biography,‎ 2004 (lire en ligne)
- Muriel Pécastaing-Boissière, Les Actrices victoriennes : Entre marginalité et conformisme, Paris, L'Harmattan, 2003, 270 p. (ISBN 2-7475-5431-7, lire en ligne)